# Данијел Манин
Данијел Манин (Венеција, 13. мај 1804 — Париз, 22. септембар 1857) је био италијански револуционар.

## Биографија
Рођен је 1804. године у Венецији која је тада била део Наполеонове Италијанске републике. Био је венецијански адвокат. Четрдесетих година отпочиње борбу против Аустрије са Николом Томазеом. Обојица су у јануару 1848. године ухапшени, али их народ ослобађа 17. марта након избијања Бечке револуције. Заједно са Томазеом, у Венецији диже 22. марта устанак и проглашава Венецију независном републиком. Жртвује републиканску идеју у интересу јединства Италије, па се подређује Пијемонту, носиоцу борбе против Аустријанаца. Након пораза Пијемонта, Манин наставља борбу бранећи град од надмоћнијег непријатеља све до неминовне предаје августа 1849. године. Умро је 1857. године у Паризу. 